# Казаков, Николай Викторович
Казаков Николай Викторович (р. 13 августа 1972 года) — директор ООО «Корпорация СТС».

## Образование
- В 1995 году окончил Ставропольский государственный технический университет по специальности «инженер-экономист».
- В 2008 году — Финансовую академию при Правительстве РФ по программе «МВА-Финансы» РАО ЕЭС.

## Биография
- В 1997—2002 гг. работал в инвестиционно-финансовой компании «Европа-Инвест» (г. Ставрополь).
- C 1999 по 2002 год руководил Ставропольским заводом поршневых колец «Стапри» (в должности председателя совета директоров) и ОАО «Невинномысский комбинат хлебопродуктов» (в должности генерального директора).
- С декабря 2002 года — директор Ставропольского МУП «Горэлектросеть».
- С 2004 по 2005 гг. — директор филиала «Центральные электрические сети» ОАО «Ставропольэнерго».
- В июле 2005 года был назначен заместителем директора по экономике и финансам — начальником департамента экономики и финансов ОАО «МРСК Сибири».
- В январе 2006 года был назначен на должность заместителя генерального директора по МТО и маркетингу ОАО «МРСК Сибири».
- В декабре 2006 года был приглашен на должность исполнительного директора ОАО «СУЭНКО» (Тюменская область).
- С февраля 2008 года является директором ООО «Корпорация СТС».